# Mort Mills
Mort Mills (11 de enero de 1919 – 6 de junio de 1993) fue un actor televisivo y cinematográfico estadounidense que trabajó en más de 200 producciones, entre largometrajes y episodios televisivos. A menudo interpretó a representantes de la ley y a villanos en muchos populares westerns de las décadas de 1950 y 1960. Entre 1957 y 1959 tuvo el papel recurrente del Marshal Frank Tallman en la serie Man Without a Gun. Otros de sus papeles recurrentes fueron los del Sargento Ben Landro en la serie Perry Mason, y el del Sheriff Fred Madden en The Big Valley. En 1958 fue un cazarrecompensas, frente a Steve McQueen, en el show de la CBS de género western Wanted: Dead or Alive.

## Biografía
Nacido en la ciudad de Nueva York, aunque Mills hizo una gran cantidad de trabajos para la televisión, él también actuó de modo consistente para el cine. Así, encarnó al patrullero de carreteras que perseguía a Janet Leigh en el clásico de Alfred Hitchcock Psicosis (1960). Poco después volvió a trabajar con Hitchcock haciendo el papel de un granjero en Cortina rasgada (1966). Mills también trabajó con Charlton Heston en la cinta de Orson Welles Touch of Evil (1958).
En 1955 fue Samuel Mason en la miniserie para ABC, incluida en Walt Disney anthology television series, Davy Crockett, protagonizada por Fess Parker. Desde 1957 a 1959, Mills actuó junto a Rex Reason en la serie western Man Without a Gun, interpretando al Marshal Frank Tillman. En el film de 1965 de Los tres chiflados The Outlaws Is Coming, encarnó a Trigger Mortis.
Mills también fue regular como el Teniente de la policía Bob Malone en la serie de Howard Duff para la NBC y Four Star Television Dante (1960–1961), ambientada en un nightclub de San Francisco (California) llamado "Dante's Inferno".
La prima de Mills, , fue también una actriz cinematográfica. Mills se casó en dos ocasiones, con su primera esposa tuvo dos hijos, y con la segunda, con la que se casó en 1956 y permanecieron casados hasta la muerte de ella en 1992, tuvo otro más.
Mort Mills falleció accidentalmente en 1993 en Ventura (California), a causa de un incendio provocado por un cigarrillo. Sus restos fueron incinerados, y las cenizas entregadas a los allegados.

## Trabajo interpretativo

### Protagonista de su propia serie
- Man Without a Gun  (23 episodios, 1957–1959)  Marshal Frank Tallman

### Papel recurrente en una serie
| - Perry Mason – Sgto. Ben Landro The Case of the Difficult Detour (1961) The Case of the Pathetic Patient (1961) The Case of the Brazen Bequest (1961) The Case of the Crippled Cougar (1962) The Case of the Playboy Pugilist (1962) The Case of the Fickle Filly (1962) The Case of the Golden Venom (1965) también The Case of the Slandered Submarine (1960) Barry Scott | - The Big Valley - Sheriff Fred Madden The Murdered Party (1965) Earthquake! (1965) My Son, My Son (1965) The Odyssey of Jubal Tanner (1965) The Young Marauders (1965) Hazard (1966) |

### Múltiples interpretaciones en series
| - The Ford Television Theatre Crossed and Double Crossed (1952) Barfly Sudden Silence (1956) El ayudante - The Cisco Kid Sky Sign (1954) Carver Marriage by Mail (1954) Profesor Arroyo Millionaire's Castle (1955) Sheriff Tom Roscoe Cisco and the Tappers (1955) Bart Stevens - Walt Disney anthology television series Davy Crockett and the River Pirates (1955) Samuel Mason Davy Crockett's Keelboat Race (1955) Samuel Mason Texas John Slaughter: Ambush in Laredo (1958) - Cheyenne Star in the Dust (1956) Mike Johnny Bravo (1956) Ben Taggart Incident at Dawson Flats (1961) Sherriff Graves - The Hardy Boys: The Mystery of the Applegate Treasure Never Say Die (1956) Policía The Tower's Secret (1956) Policía The Final Search (1956) Policía - The 20th Century-Fox Hour Gun in His Hand (1956) Joe Kirby End of a Gun (1957) Primer hermano - Gunsmoke No Handcuffs (1956) August Brake How to Die for Nothing (1956) Howard Bulow Born to Hang (1957) Robie Murder Warrant (1959) Jake Harbin Take Her, She's Cheap (1964) Loren Billings Death Train (1967) Jack Maple - Broken Arrow Black Moment (1957) Halley Legacy of a Hero (1957) Connell - Zane Grey Theater Time of Decision (1957) Bart Miller Man on the Run (1957) Pete Bostwick The Scar (1961) Capataz - Trackdown The San Saba Incident (1957) Ike Collins Bad Judgment (1959) Rafe Borden - The Life and Legend of Wyatt Earp The Vultures (1957) Sam Watts The Fanatic (1960) Odie Cairns - Wanted: Dead or Alive The Bounty (1958) Clark Daimler Eight Cent Reward (1958) Harmon Stone Railroaded (1959) Ed Bruner The Healing Woman (1959) Tom Summers Most Beautiful Woman (1960) Frank - Wagon Train The Jesse Cowan Story (1958) Bob Cowan The Clay Shelby Story (1964) Sgto. Bragan The Jarbo Pierce Story (1965) Grant - The Rifleman The Sister (1958) Joshua Snipe Jealous Man (1962) Owens | - Maverick Day of Reckoning (1958) Red Scanlon Benefit of the Doubt (1961) McGaven - Bronco The Long Ride Back (1958) Jacob Stint Apache Treasure (1960) Hickins - Sugarfoot Man Wanted (1958) Smiley Journey to Provision (1960) Sheriff Len Gogarty - Bonanza Vendetta (1959) Carl Morgan Day of the Dragon (1961) Gordon The Miracle Maker (1962) Thorne Song in the Dark (1963) Ayudante de Sheriff Jeff Sykes Joe Cartwright, Detective (1967) Perkins - Los Intocables The Dutch Schultz Story (1959) Lulu Rosenkrantz Takeover (1962) Woody O'Mara - Tales of Wells Fargo The Bounty Hunter (1959) Jeff Briscoe The Trading Post (1960) Robson - Laramie Men of Defiance (1960) Rimrock (1961) Rink Banners The Last Journey (1961) Damon Johntry War Hero (1962) Obie Loomis - Stagecoach West By the Deep Six (1960) Martin The Remounts (1961) Griz The Marker (1961) Mingo - Kraft Suspense Theatre In Darkness, Waiting: Pt 1 and Pt 2 (1965) Victor Prelling - El fugitivo Smoke Screen (1963) Ranger Ritter Moon Child (1965) George Mangus Conspiracy of Silence (1965) Murchison - El virginiano Duel at Shiloh (1963) Ayudante Bender Another's Footsteps (1964) Garrett Show Me a Hero (1965) Bert Devlin - Daniel Boone The King's Shilling (1967) Andrew Hubbard Flag of Truce (1968) General Grosscup - Misión: Imposible The Frame (1967) Al Souchek The Seal (1967) William Conway Two Thousand (1972) Marshall - Ironside Girl in the Night (1967) Mike Hennessey The Machismo Bag (1969) Teniente Rambau - The Guns of Will Sonnett A Town in Terror: Pt 1 & Pt 2 (1969) Ben Adams - Mannix You Can Get Killed Out There (1968) Al War of Nerves (1970) Secuestrador |

### Actuaciones en series
- Biff Baker, U.S.A. - Crash Landing (1952)
- Gruen Guild Theater  - Girl from Kansas (1952) Boxcar Johnson
- Family Theater  - A Star Shall Rise (1952)
- I Led Three Lives  - The Spy (1953) Camarada Straight
- The Adventures of Kit Carson - Badman's Escape (1953)
- Hopalong Cassidy - Arizona Troubleshooters  (1953) George Byers
- Rocky Jones, Space Ranger - Beyond the Curtain of Space (1954) Soldado Ophiciano
- Waterfront  - Captain for a Day (1955) Darby
- Crusader  - The Farm (1956) Heinrich
- The Man Behind the Badge - The Case of the Unwelcome Stranger (1955) Lloyd
- Treasury Men in Action - The Case of the Ready Guns (1955) Ben Adams
- Big Town  - Shield of a Killer (1955)
- The Lone Ranger  - Six-Gun Artist (1955) Lafe, segundo matón
- Cavalcade of America - The Doll Who Found a Mother (1956)
- You Are There - Decatur's Raid at Tripoli (February 16, 1804) (1956)
- Sheriff of Cochise  - Fire on Chiricahua Mountains (1956) Barlett
- Crossroads  - Boom Town Padre (1957) Luke Cassidy
- Panic! - The Subway (1957) Detective
- Casey Jones - Night Mail (1957) Mike Nelson
- El Zorro - Garcia Stands Accused (1958) Lancero
- Have Gun–Will Travel  - The Man Who Lost (1959) Ben Coey
- The Alaskans - Million Dollar Kid (1960) Wilkes
- Law of the Plainsman  - The Gibbet (1959) Zeb Derkson
- The Man From Blackhawk - Station Six (1959)
- Bat Masterson  - Who'll Bury My Violence? (1959) Barney Kaster
- Wichita Town  - Man on the Hill (1959) Pete Bennett
- The David Niven Show - Sticks and Stones (1959) Teniente de policía O'Brien
- The Detectives Starring Robert Taylor  - The Scalpel (1960) Dr. Bruce
- The Aquanauts - Deep Escape (1960)
- Dante  - Opening Night (1960) Tte. Robert Malone
- Markham  - 13 Avenida Muerte (1960) Cal
- Tate - The Mary Hardin Story (1960) Tetlow
- The Texan  - Thirty Hours to Kill (1960) Ben Dawson/Blackie Dawson
- Shotgun Slade  - The Deadly Key (1960) Ben Wesley
- Men into Space - Shadows on the Moon (1960) Dr. George Coldwell
- Pony Express  - Special Delivery (1960) Strobridge
- Johnny Ringo - Killer, Choose a Card (1960) Jed Matthews
- Lawman  - Owny O'Reilly, Esq. (1961) Jack Saunders
- General Electric Theater  - The Black-Robed Ghost (1963) Detective John Duncan
- The Wild Wild West    - Night of the Casual Killer (1965) Chuck Harper
- Mi marciano favorito    - The Time Machine Is Waking Up That Old Gang of Mine (1965) Jesse James
- A Man Called Shenandoah   - The Locket (1965) Sheriff
- Bewitched    - Speak the Truth (1965) Policía de tráfico
- Death Valley Days  - No Gun Behind His Badge (1965)
- The Green Hornet - Give 'Em Enough Rope (1966) Alex Colony
- Laredo  - Finnegan (1966) Muldoon
- The Iron Horse  - Explosion at Waycrossing (1966) Sheriff Harkness
- Los invasores   - Condition: Red (1967) Mr. Arius
- Felony Squad   - The Death Bag (1967) Louie Antonides
- Maya   - The Legend of Whitney Markham (1968) Frank Sanders
- The Outcasts   - They Shall Rise Up (1969) Tauber
- Audacia es el juego - A Wrath of Angels (1969) Berg Jannsen
- Tierra de Gigantes    - Home Sweet Home (1969) Policía
- Lancer - The Rivals (1970) Kling
- Adam-12  (1971) Luke Nathan
- Alias Smith and Jones - McGuffin (1972) Primer hombre
- The Mod Squad   - Kill Gently, Sweet Jessie (1972)
- The Streets of San Francisco - Deathwatch (1973) Victor W. Snyder

### Cine
| - La dama de Trinidad (Affair of Trinidad) (1952) Martin, guardaespaldas de Wittol - No Holds Barred (1952) Segundo bobo - Salvaje (1953) Ayudante - The Juggler (1953) Policía - The Farmer Takes a Wife (1953) Floyd - Hannah Lee: An American Primitive (1953) Doctor - Texas Bad Man (1953) Camarero - Drive a Crooked Road (1954) Jefe de garaje - La rubia fenómeno (1954) Fotógrafo - Cry Vengeance (1954) Johnny Blue-Eyes - A Star is Born (1954) Maquillador - Pushover (1954) Segundo camarero - Dial Red O (1955) Fotógrafo del periódico - Jupiter's Darling (1955) Guardia de Aníbal - Desert Sands (1955) Woloack - Trial (1955) Reportero - The Marauders (1955) Carmack - The Naked Street (1955) Finney - To Hell and Back (1955) Soldado en la litera - Ransom! (1956) Hombre de servicio | - Más dura será la caída (1956) Reportero en hospital - Crashing Las Vegas (1956) Oggy - Tension at Table Rock (1956) Ayudante del sheriff - The Shadow on the Window (1957) Marido de Myra - The Iron Sheriff (1957) Detective Sutherland - Man in the Shadow (1957) Portero del rancho Empire - Bombers B-52 (1957) Sargento - Ride a Crooked Trail (1958) Pecos - Touch of Evil (1958) Al Schwartz, Ayudante del fiscal de distrito - Psicosis (1960) Oficial de patrulla de carreteras - Twenty Plus Two (1961) Harbin - Gunfight at Comanche Creek (1963) Jack Mason - Where Love Has Gone (1964) Petey Peterson - Bullet for a Badman (1964) - The Quick Gun (1964) Cagle - The Outlaws Is Coming (1965) Trigger Mortis - Blindfold (1965) Homburg - Cortina rasgada (1966) Farmer - Return of the Gunfighter (1967) Will Parker - Strategy of Terror (1969) Victor Pelling - The Name of the Game Is Kill (1968) Sheriff Fred Kendall - Breakout (1970) (TV) Middleton - Soldier Blue (1970) Sargento O'Hearn |